# Peter Åkerlund (konstnär)
Peter Åkerlund, född omkring 1835 i Uppland, död 24 maj 1871 i Paris, var en svensk målare, tecknare och grafiker.
Åkerlund studerade på Konstakademien i Stockholm under 1850-talet och gjorde sig känd för de planscher han tecknade och litograferade för Carl Fredrik Sundvalls bokverk Svenska foglarne och de illustrationer han utförde under Elias Fries ledning för bokverket Sveriges ätliga och giftiga svampar tecknade efter naturen. Som konstnär utförde han genremålningar och porträtt i miniatyr. Åkerlund är representerad vid Nationalmuseum i Stockholm.